# معركة أبو عريش (1802)
هي المعركة الحاسمة لتمرد ابو عريش واميرها حمود أبو مسمار وانتهت المعركة بانتصار أمير عسير عبد الوهاب أبو نقطة المتحمي وسقوط ابو عريش وادخال اميرها حمود أبو مسمار الى الطاعة وتعينه اميراً على ابو عريش بعد استسلامه امام أمير عسير.

## الاحداث
كان تمرد أبو عريش يهدف الى الانفصال عن امارة الدرعية لذالك بدت الحروب لاخماد ذالك التمرد بقيادة عبدالوهاب أبو نقطة أمير عسير لذا على اي حال توجه أمير عسير عبدالوهاب ابو نقطة المتحمي نحوا ابو عريش لينهي تمرد اميرها حمود أبو مسمار في اخر معركة ومن معه من قبائل اليمن من بكيل وحاشد ويام وخولان المواليه لحمود ابو مسمار فتحرك أمير عسير على رأس 6 الاف مقاتل ليسقط ابو عريش سريعاً ويستسلم حمود أبو مسمار امام أمير عسير ودخوله في طاعته وتم تعينة بعد ابدائه للطاعة والولاء والياً على ابو عريش من قبل أمير عسير ليخمد تمرد ابو عريش في ظرف سنة واحدة ليدخل المخلاف السليماني كاملاً في طاعة أمير عسير عبدالوهاب أبو نقطة.